# Улица Ольги Жилиной
Улица Ольги Жилиной (до 1965 года — Панельная, ещё ранее — Граничная) — улица Центрального района Новосибирска. Расположена за Центральным рынком. Пересекает район с севера на юг.

## Название
Улица названа в честь гвардии старшего сержанта Ольги Васильевны Жилиной (1914—1944), кавалера 3 боевых орденов (Красного Знамени, Красной Звезды и Славы 3-й степени), санитарного инструктора 62-го гвардейского стрелкового полка 22-й гвардейской стрелковой дивизии, погибшей в боях Великой Отечественной войны под Ригой.

## Расположение
Улица Ольги Жилиной начинается от Трудовой улицы и примыкает к Ядринцевской улице, затем переходит в Потанинский переулок и возвращается в улицу Ольги Жилиной. После чего улица пересекает улицы Романова, Фрунзе, Державина, Крылова, Гоголя, Некрасова, Демьяна Бедного, Писарева и Николая Островского. Заканчивается, соединяясь с небольшой Партизанской улицей.